# 苏罗娑
苏罗娑國 ，亦作首罗犀那，也以国都秣菟罗、摩头罗代指国名，是印度列国时代的十六大国之一，位于亚穆纳河西岸，北邻婆磋，首都为马图拉（梵語：Madhura)。关于其名称的词源有几种传统。根据一种传统，它来自著名的亚达瓦国王苏拉塞纳，而其他人则认为它是苏拉布希尔（阿布希尔）或阿希尔的延伸。它也是婆罗门教神灵黑天出生、升起和统治的圣地。
总的来说，传世文献中对苏罗娑国的历史记载相对偏少。《摩诃婆罗多》和《往世书》中涉及了苏罗娑的统治者例如耶杜或耶陀婆（Yadus或Yadavas），被分成若干个家族，其中包括了Vrishni。佛教经典中涉及了释迦牟尼弟子迦旃延时期的苏罗娑国王，当时迦旃延在马图拉传播佛教。
法显的《佛国记》中记载“过是诸处已，到一国，国名摩头罗。又经捕那河，河边左右有二十僧伽蓝，可有三千僧，佛法转盛。凡沙河已西，天竺诸国，国王皆笃信佛法。供养众僧时，则脱天冠，共诸宗亲、群臣，手自行食。行食已，铺毡于地，对上座前坐，于众僧前不敢坐床。佛在世时，诸王供养法式，相传至今”。
《大唐西域记》卷四中记载“秣菟罗国周五千余里。国大都城周二十余里。土地膏腴，稼穑是务。庵没罗果家植成林，虽同一名而有两种，小者生青熟黄，大者始终青色。出细班氎及黄金。气序署热，风俗善顺，好修冥福，崇德尚学。伽蓝二十余所，僧徒二千余人，大小二乘兼功习学。天祠五所，异道杂居”。